# Jack Thorne
Jack Thorne (Bristol, 6 de dezembro de 1978) é um roteirista e escritor britânico vencedor dos prêmios BAFTA e Emmy.

## Biografia
Nascido em Bristol, na Inglaterra, ele tem se movido com desenvoltura no rádio, teatro, cinema, e, principalmente, na televisão. Entre os seus trabalhos mais conhecidos, destacam-se Skins, Cast-offs e This Is England '86. Ele trabalhou também no filme The Scouting Book for Boys.
Atualmente, Jack Thorne reside em Luton.

## Teatro
Os roteiros de Jack Thorne para o teatro, incluem "When You Cure Me" (Bush Theatre, 2005), "Fanny and Faggot" (Finborough Theatre, 2007), "Stacy" (Arcola Theatre e Trafalgar Studios, 2007), "Burying Your Brother In The Pavement" (Royal National Theatre Connections Festival, 2008), "2 de maio de 1997" (Bush Theatre, 2009) e "Bunny" (Underbelly and tour, 2010).
Os seus roteiros são publicados pela Nick Hern Books. Em 2016 estreou a peça de teatro Harry Potter e a Criança Amaldiçoada com auxílio de John Tiffany e JK Rowling.

## Televisão
Para a televisão, Jack Thorne escreveu vários episódios para Skins e Shameless. Ele co-criou o seriado Cast-offs (nomeado a Melhor Série de Drama de 2010, pela Royal Television Society), e, ao lado do cineasta Shane Meadows, ele co-escreveu episódios para This Is England '86.
Em agosto de 2010, a BBC Three anunciou que Jack Thorne escreverá alguns episódios para um seriado chamado Touch.

## Filme
The Scouting Book for Boys, o primeiro filme de Jack Thorne, foi lançado em 2009, e ganhou o prêmio de Melhor Ator Iniciante, no Festival de Cinema de Londres. O júri disse: "Jack Thorne é um escritor poético com uma imaginação de outro mundo, ele é um verdadeiro presente para os contadores de histórias. A autoria substancial de Jack Thorne é revelada na voz dos personagens do filme, e também na alma rica, emotiva e brincalhona da história."